# 三芝老街
三芝老街位於新北市三芝區，範圍以中正路、公正街為主。以週邊北海岸的三芝以優美的海岸線、觀光果園以及農產特色聞名，除了筊白筍和西瓜、山藥遠近馳名之外，近十年來因為多位藝術家進駐，開始有「藝術聚落」的態勢。位於淡金公路上一排設計別緻的濱海咖啡廳，也吸引人潮駐足。
公所希望能以傳統信仰「金面媽祖」為賣點，在媽祖廟兩側打造舖面，做出行人徒步區，讓得以延續，不再受季節限制，把人潮引來市區，讓觀光帶動地方消費。
每年固定活動包括十月筊白筍節和農曆過年櫻花祭。

## 周邊觀光資源
1. 水車園區
2. 賞櫻步道
3. 三芝福成宮（媽祖廟）
4. 水口民主公王廟
5. 千佛山蓮華寺
6. 埔頭公園
7. 淺水海景公園
8. 2號倉庫
9. 觀光農園
10. 李天祿布袋戲文物館